# 精華町消防本部
精華町消防本部（せいかちょうしょうぼうほんぶ）は、京都府相楽郡精華町の消防部局（消防本部）。管轄区域は精華町の全域。

## 概要
- 消防本部・精華町消防署：京都府相楽郡精華町大字北稲八間小字寄田長31番地
- 管内面積：25.66km2
- 職員定数：52人
- 消防署1カ所
- 主力機械（2023年4月1日現在）
  - 普通消防ポンプ自動車：2
  - 水槽付消防ポンプ自動車：1
  - 高規格救急自動車：2
  - 指揮車：1
  - 救助工作車：1
  - 軽ダンプ：1
  - 査察車：1
  - 指令車：1
  - 水防車：1
  - 水防資機材搬送車：1
  - 訓練指導車：1
  - 赤バイク：2

## 沿革
- 1974年10月1日 - 精華町消防本部が発足。
- 1995年4月1日 - 高規格救急自動車及び救急救命士の運用を開始。